# Turgesius
Turgesius (auch: Turgeis, Thorgest oder Thorgils; † 845) ist eine reale, aber geschichtlich kaum fassbare Gestalt der frühen Wikingerzeit in Irland.

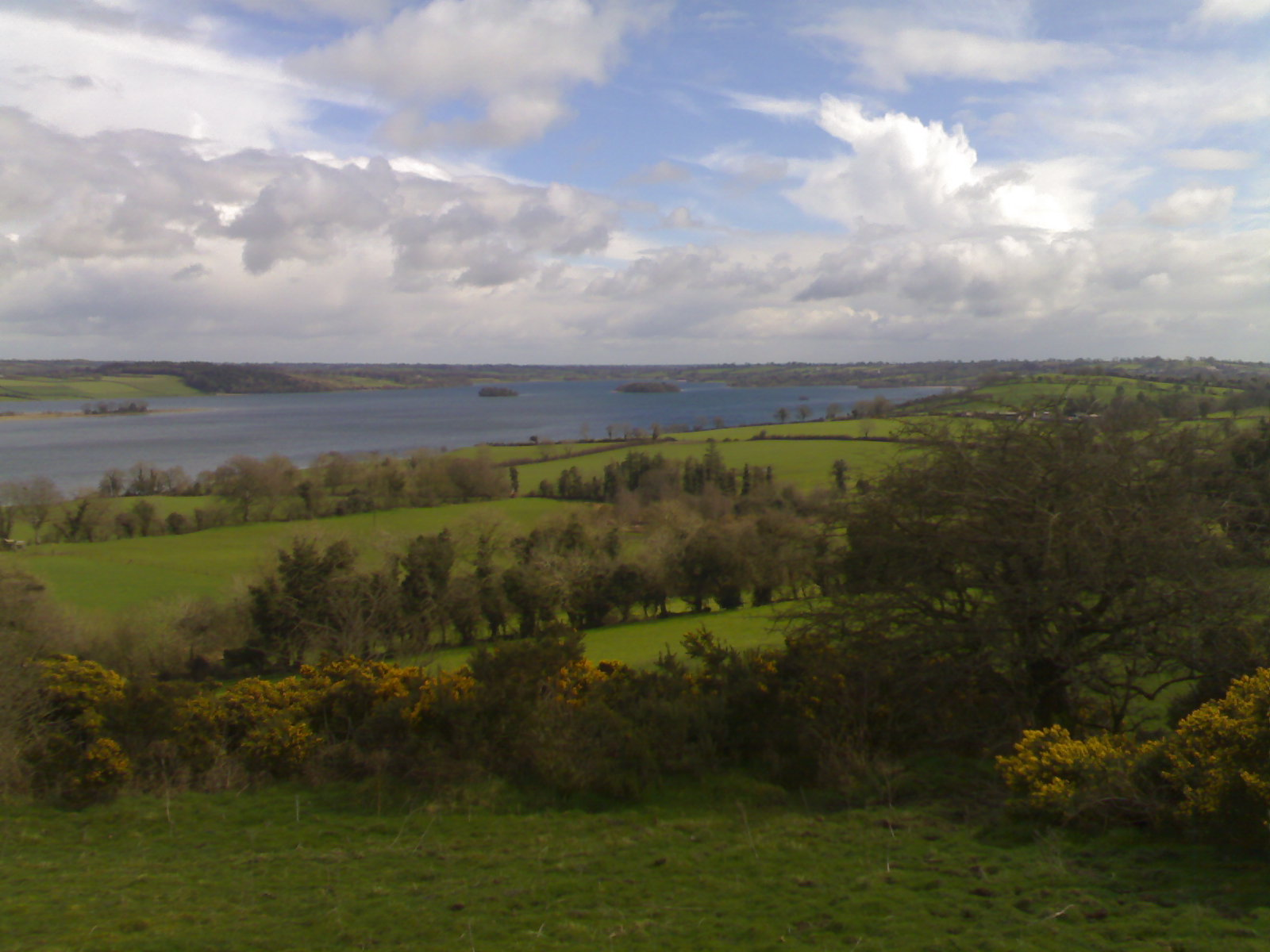
Turgesius Isles im Lough Lene

Er soll entweder ein Abkömmling des norwegischen Königsgeschlechts der Ynglinger bzw. sogar der Sohn des norwegischen Königs Harald Schönhaar oder ein Sohn des dänischen Königs Gudfred gewesen sein (Harald wurde jedoch erst 851 geboren). Bekannt wurde er durch Beutezüge in Irland und Großbritannien. Er wird dem sagenhaften Ragnar Lodbrok gleichgestellt, der im Jahre 845 Paris plünderte. Turgesius starb laut den Annalen von Ulster im Jahre 845. Mitunter wird er als Gründer Linn Duachaills und Dublins (beide im Jahre 841) angesehen, letzteres ist jedoch Olaf der Weiße gewesen.
Ob Turgesius bereits im Jahre 820 in Irland war, ist ungesichert. Ab dem Jahre 832 war er Führer einer großen Flotte, die 13 Jahre lang Raubzüge unternahm, bei denen sie auf den Flüssen Boyne, Liffey und Shannon ins Hinterland vordrang und Klöster plünderte. Dass dazu auch der irische Bischofssitz in Armagh gehört haben soll, dürfte eine Legende sein.
Die Nordmänner (gäl. Lochlonnaigh – Leute aus dem Land der Seen) hatten bereits im Jahre 795 das Kloster auf Lambay Island nahe Dublin geplündert und 832 einen Überwinterungsstützpunkt an der Liffey-Mündung eingerichtet. In Woodstown nahe Waterford bestand eine Siedlung, die von einigen Archäologen als die älteste Irlands angesehen wird. So besaß Turgesius vermutlich Flottenbasen, von denen aus er Raubzüge in Irland und Wales unternehmen konnte. Berüchtigt sind sein Vordringen auf dem Shannon und sein Überfall auf das Kloster Clonmacnoise, laut den Annalen im Jahre 842, sowie auf die nahegelegenen Klöster Clonfert (Cluain Fearta of Breanainn), Terryglas (Tir dá Ghlas) und Lorrha. Auf einer Insel im Lough Ree (Loch Rihb) nahe Athlone gründete er laut Geoffrey Keating ein Dun und ein Fort (evtl. Athlunkard oder Dunrally Fort). Hier und im Lough Lene (auch Lane) im benachbarten (County Westmeath), wo die Insel Turgesius Island seinen Namen trägt, soll er Stützpunkte (vermutlich Winterlager) unterhalten haben.
Turgesius soll 845 von Máel Sechnaill, auch Máel Sechnaill mac Máel Ruanaid oder Malachy MacMulrooney (gest. 862), im Lough Owel ertränkt worden sein.